# Zaagsprinkhaan
De zaagsprinkhaan (Barbitistes serricauda) is een insect uit de sprinkhanenfamilie Tettigoniidae, onderfamilie Phaneropterinae.

## Beschrijving
De sprinkhaan heeft een kort en bol lichaam en is groen van kleur, mannetjes zijn donkerder en hebben vaak kleine zwarte puntjes. De poten en antennes zijn bruin tot wijnrood. Mannetjes bereiken een lengte van 14 tot 20 millimeter, vrouwtjes worden groter, 16 tot 25 mm. De vleugels zijn sterk verkort; bij het mannetje zijn ze even lang als het halsschild, bij het vrouwtje ongeveer de helft zo lang. De lengte van de voelsprieten is ongeveer anderhalf keer de lichaamslengte. Vrouwtjes hebben een platte, sikkelvormige legbuis en mannetjes twee korte, C-vormig gekromde voeldraden aan de achterzijde, ook wel cerci genoemd. Het verschil met de sterk gelijkende struiksprinkhaan (Leptophyes punctatissima) is de gekartelde legbuis van het vrouwtje. Hieraan is ook de Nederlandse naam te danken en de wetenschappelijke soortnaam serri-cauda betekent 'gezaagde staart'.

### Onderscheid met andere soorten
De zaagsprinkhaan is te verwarren met het Duits propje, deze laatste soort heeft echter een sterker naar boven gebogen legbuis. Ook de oostelijke struiksprinkhaan en de struiksprinkhaan tonen overeenkomsten maar beide soorten blijven kleiner.

## Algemeen
De zaagsprinkhaan komt niet in Nederland voor, in België alleen in het zuiden in gebieden met Buxus- begroeiing, en verder leeft de sprinkhaan voornamelijk in Centraal-Europa. In Duitsland is de sprinkhaan bekend van Aken en het Ruhrgebied. Vooral drogere gebieden zoals bosranden met loofbomen trekken de sprinkhaan aan. Deze soort is echter moeilijk in kaart te brengen vanwege de levenswijze en de zang, of beter gezegd het ontbreken van een hoorbaar geluid zoals bij veel andere soorten. Het geluid bestaat uit zachte tikjes die vooral in de avond worden gemaakt. Het inventariseren van de sprinkhaan kan worden uitgevoerd door gebruik te maken van een vleermuisdetector. De zaagsprinkhaan leeft voornamelijk in bomen en hoge struiken, niet dicht bij de bodem. Alleen de eitjes worden in de bodem afgezet, maar als deze uitkomen kruipen de nimfen direct in een boom.
De zaagsprinkhaan is actief van juni tot oktober en laat zich vooral zien van drie uur in de middag tot drie uur 's nachts.